# 서유견문
《서유견문》(西遊見聞)은 1895년에 유길준이 미국 유학 중에 보고 배운 것을 국한문혼용체로 쓴 책이다. 20편으로 구성되어 있다. 서구 문화 전 영역을 포괄하는 한국 최초의 근대적 백과사전적 저술이다.

## 내용
구당 유길준은 조선 근대 계몽 운동의 선구자로, 대표적 저술인 《서유견문》은 근대 한국의 첫 번째 서양 소개서이며 일본과 미국에 유학하고 유럽을 경유하여 여행한 바 다양한 서양 체험과 개화 사상을 담은 책이다. 이 글에서는 이 책에 영향을 끼친 것으로 이야기되는 후쿠자와 유키치의 《서양사정》과 수년 앞서 일본 수신사가 되었던 김기수의 《일동기유》를 비교하면서 이 책을 기록한 문자 의식을 함께 살펴 문화사적 자리매김을 시도했다. 《서유견문》은「서문」과「비고」에 이은 모두 20권 71항목으로 된 556쪽 가운데서, 제1, 2편과 제19, 20편을 지구 세계의 개론과 나라들의 구별, 세계의 하천과 인종·물산, 또는 세계의 중요 도시 등, 세계의 인문지리를 주 내용으로 삼고 있다. 그리고 제3편부터 제18편까지는 서양의 정치 제도와 문명의 실태를 소개하는 내용으로 되어 있다.  한편, 이 《서유견문》이 단순한 견문기에 그치지 않고 "남의 저서를 번역해서 편집하는" 근대 번역의 모범과, 또 "문필가의 궤도"를 벗어나면서까지 국·한문 혼용의 문체법에 주의를 기울이는 문법 연구가의 모습까지를 확인시켜 준다. 이런 언어관이《서유견문》의 표기법에서 그의 문법 연구로 이어진 근대 국어 연구의 선구가 되게 한 것임에 틀림없다. 
개화 정권이 실패하고 유길준이 망명하면서 이 책은 금서가 되었으나, 새 시대의 소학교에서부터 정치가에까지 이르는 시대의 교과서로 근대 계몽기의 가장 영향력을 발휘한 개화기의 국민 교과서로 평가된다. 이 책에서 그는 서양의 근대문명을 한국에 본격적으로 소개하는 한편, 한국의 실정에 맞는 자주적인 개화, 즉 실상개화를 주장하였다. 그의 개화사상은 실학의 통상개국론, 중국의 양무 및 변법론, 일본의 문명개화론, 서구의 천부인권론 및 사회계약론 등의 영향을 받아 형성되었으며, 입헌군주제도의 도입, 상공업 및 무역의 진흥, 근대적인 화폐 및 조세제도의 수립, 근대적인 교육제도의 실시 등을 내용으로 하고 있다. 이러한 개혁론은 갑오개혁의 이론적 배경이 되었다.

## 목차
- 서문
- 제1편
  - 지구 세계의 개론
  - 6대주의 구역
  - 나라의 구별
  - 세계의 산
- 제2편
  - 세계의 바다
  - 세계의 강
  - 세계의 호수
  - 세계의 인종
  - 세계의 물산
- 제3편
  - 나라의 권리
  - 국민의 교육
- 제4편
  - 국민의 권리
  - 인간 세상의 경쟁
- 제5편
  - 정부의 시초
  - 정부의 종류
  - 정부의 정치 제도
- 제6편
  - 정부의 직분
- 제7편
  - 세금 거두는 법규
  - 납세의 의무
- 제8편
  - 세금이 쓰는 일들
  - 정부에서 국채를 모집하여 사용하는 까닭
- 제9편
  - 교육하는 제도
  - 군대를 양성하는 제도
- 제10편
  - 화폐의 근본
  - 법률의 공도
  - 경찰 제도
- 제11편
  - 당파를 만드는 버릇
  - 생계를 구하는 방법
  - 건강을 돌보는 방법
- 제12편
  - 애국하는 충성
  - 어린이를 양육하는 방법
- 제13편
  - 서양 학문의 내력
  - 서양 군제의 내력
  - 유럽 종교의 내력
  - 학문의 갈래
- 제14편
  - 상인의 대도
  - 개화의 등급
- 제15편
  - 결혼하는 절차
  - 장사 지내는 예절
  - 친구를 사귀는 법
  - 여자를 대접하는 예절
- 제16편
  - 옷.음식.집의 제도
  - 농작과 목축의 현황
  - 놀고 즐기는 모습
- 제17편
  - 빈민 수용소
  - 병원
  - 정신박약아 학교
  - 정신 병원
  - 맹아원
  - 농아원
  - 교도소
  - 박람회
  - 박물관과 동.식물원
  - 도서관
  - 강연회
  - 신문
- 제18편
  - 증기기관
  - 와트의 약전
  - 기차
  - 기선
  - 전신기
  - 전화기
  - 회사
  - 도시의 배치
- 제19편
  - 각국 대도시의 모습
  - 미국의 여러 대도시
  - 영국의 여러 대도시
- 제20편
  - 프랑스의 여러 대도시
  - 독일의 여러 대도시
  - 네덜란드의 여러 대도시
  - 포르투갈의 여러 대도시
  - 스페인의 여러 대도시
  - 벨기에의 여러 대도시

## 영향
이 책이 나옴에 따라 이 당시의 책과 잡지가, 국한문혼용체를 사용하게 되었다. 나중에는 갑오개혁에도 영향을 미쳤다.